# Inowłódz
Inowłódz é um município no centro da Polônia. Pertence à voivodia de Łódź, no condado de Tomaszów, localizado no Vale Białobrzeska. É a sede da comuna urbano-rural de Inowłódz.
Estende-se por uma área de 15,6 km², com 829 habitantes, segundo o censo de 31 de dezembro de 2021, com uma densidade populacional de 53,1 hab./km².
Inowłódz está localizada na terra histórica de Łęczyca. Fica às margens do rio Pilica. A estrada nacional n.º 48 e a Ciclovia transeuropeia de Łódź (trecho leste-oeste) passam pela cidade.
Inowłódz recebeu o foral de cidade antes de 1370. No final do século XVI, era uma cidade real na região de Inowłódz, no condado de Brzezińy da voivodia de Łęczyca. Foi destituída de seus direitos municipais em 31 de maio de 1870 e incorporada à comuna de Lubochnia, no condado de Rawa. Entre 1924 e 1954, foi a sede da nova comuna rural de Inowłódz, de 1954 a 1972 da gromada de Inowłódz e, a partir de 1973, da comuna reativada de Inowłódz. De 1975 a 1998 pertenceu administrativamente à voivodia de Piotrków, a partir de 1999 ao condado de Tomaszów, na voivodia de Łódź. Em 1 de janeiro de 2024, recuperou a condição de cidade.

## História
Um assentamento no local da atual Inowłódz existia no século X. Inowłódz é mencionada em um documento de 1145, que mostra que já havia uma igreja no vilarejo (atualmente a igreja filial de Santo Egídio, o Eremita), fundada por Ladislau I Hermano em 1086. Os direitos de cidade foram concedidos em meados do século XIV pelo rei Casimiro, o Grande, época em que o castelo de Inowłódz também foi erguido para defender a fronteira norte da Pequena Polônia e para proteger o vau do rio Pilica.
Naquela época, Inowłódz servia como uma importante cidade fronteiriça — estava situada na margem esquerda do rio Pilica, como a cidade central da região, que era chamada de “promontório de Inowłódz”, entre o noroeste de Sandomierskie e Rawskie Mazóvia. Com relação à afiliação territorial de Inowłódz, os medievalistas têm opiniões diferentes. A tese de pertencer à Mazóvia parece plausível apenas para o período de mudança em meados do século XI. A partir de meados do século XII, a dependência da capital Łęczyca foi estabelecida. Inowłódz, juntamente com as aldeias vizinhas: Glinnik, Małecz, Lubochnia, Glina, Sadykierz e Wola Małecka, Rzeczyca (Tarnowska), encontrou-se no principado de Łęczyca provavelmente já durante o reinado de Casimiro I da Cujávia.
O castelo local foi a residência da castelania de Inowłódz até meados do século XVII. Em 1655, durante o Dilúvio, o exército de Stefan Czarniecki derrotou as tropas suecas em uma batalha perto de Inowłódz. Inowłódz foi uma cidade real até as partições. Perdeu seus direitos municipais como resultado da repressão após a Revolta de Janeiro em 1870. Logo depois, a cidade se desenvolveu como resultado da descoberta das propriedades curativas das águas minerais — fontes ferruginosas, de cálcio e magnésio, lama e o microclima local. Foi feita uma tentativa de fundar uma estância termal. Entretanto, o desenvolvimento renovado foi interrompido pela Primeira Guerra Mundial.

## Monumentos históricos
- Igreja filial de Santo Egídio, o Eremita, do século XII[15]
- Ruínas do castelo de Casimiro, o Grande, do século XIV[16]
- Igreja paroquial de São Miguel Arcanjo, do século XVI[17]
- Sinagoga do século XIX[18]
- Cemitério judaico[19]

## Inowłódz no cinema
Inowłódz e seus arredores serviram de locação para filmes e séries poloneses, incluindo:
- Popioły (1965, direção de Andrzej Wajda),
- Czterej pancerni i pies (1966–1970, direção de Konrad Nałęcki),
- Pan Wołodyjowski (1969, direção de Jerzy Hoffman),
- Jak rozpętałem drugą wojnę światową (1969, direção de Tadeusz Chmielewski),
- Bolesław Śmiały (1971, direção de Witold Lesiewicz),
- Hubal (1973, direção de Bohdan Poręba),
- Najważniejszy dzień życia – odc. 3: Strzał (1974, direção de Sylwester Szyszko),
- Epitafium dla Barbary Radziwiłłówny (1982, direção de Janusz Majewski),
- Przyłbice i kaptury (1985, direção de Marek Piestrak),
- Sławna jak Sarajewo (1987, direção de Janusz Kidawa),
- Kanclerz (1989, direção de Ryszard Ber),
- Korona królów (2018, direção de Wojciech Pacyna).[20]

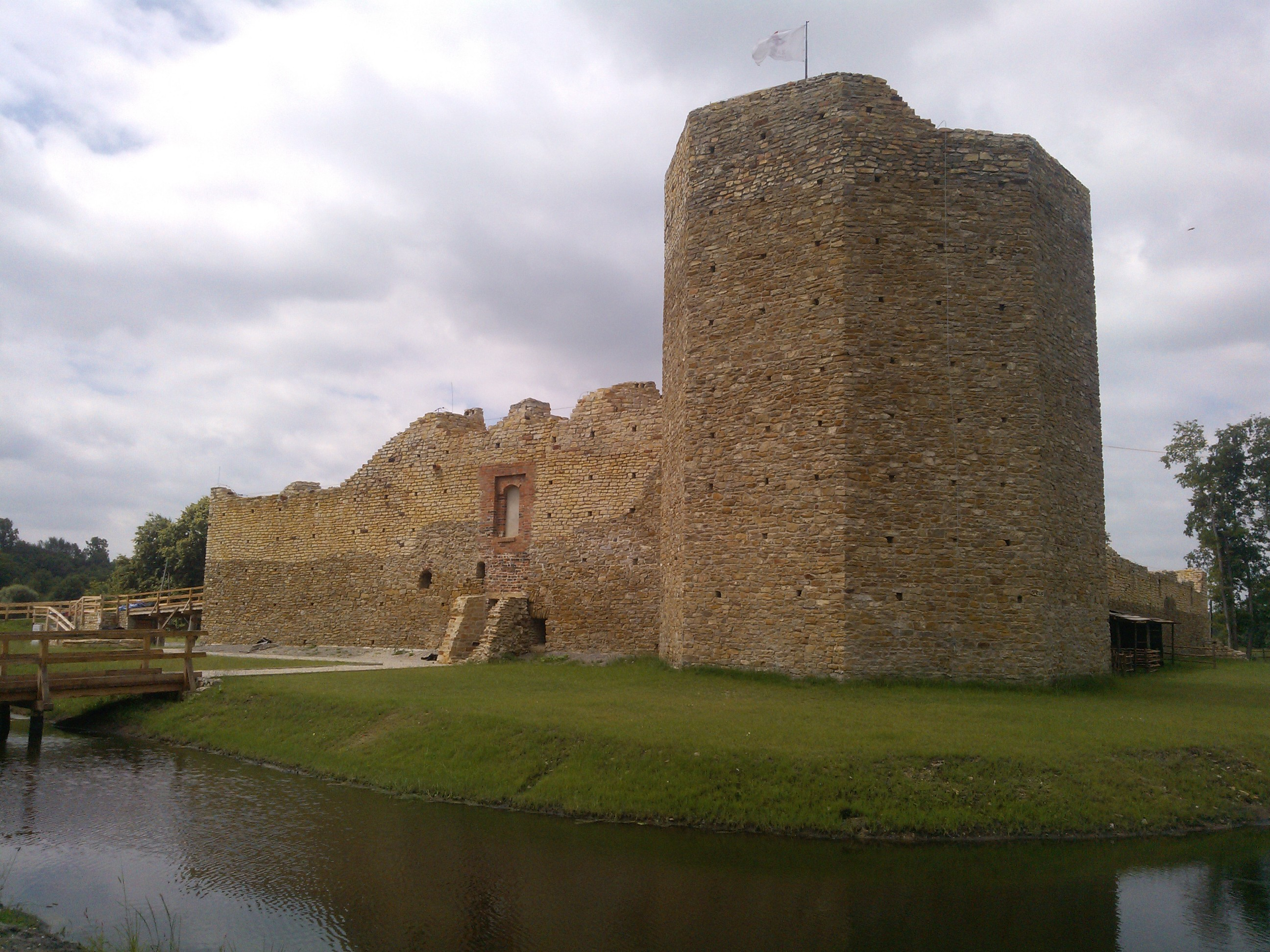
Castelo de Inowłódz
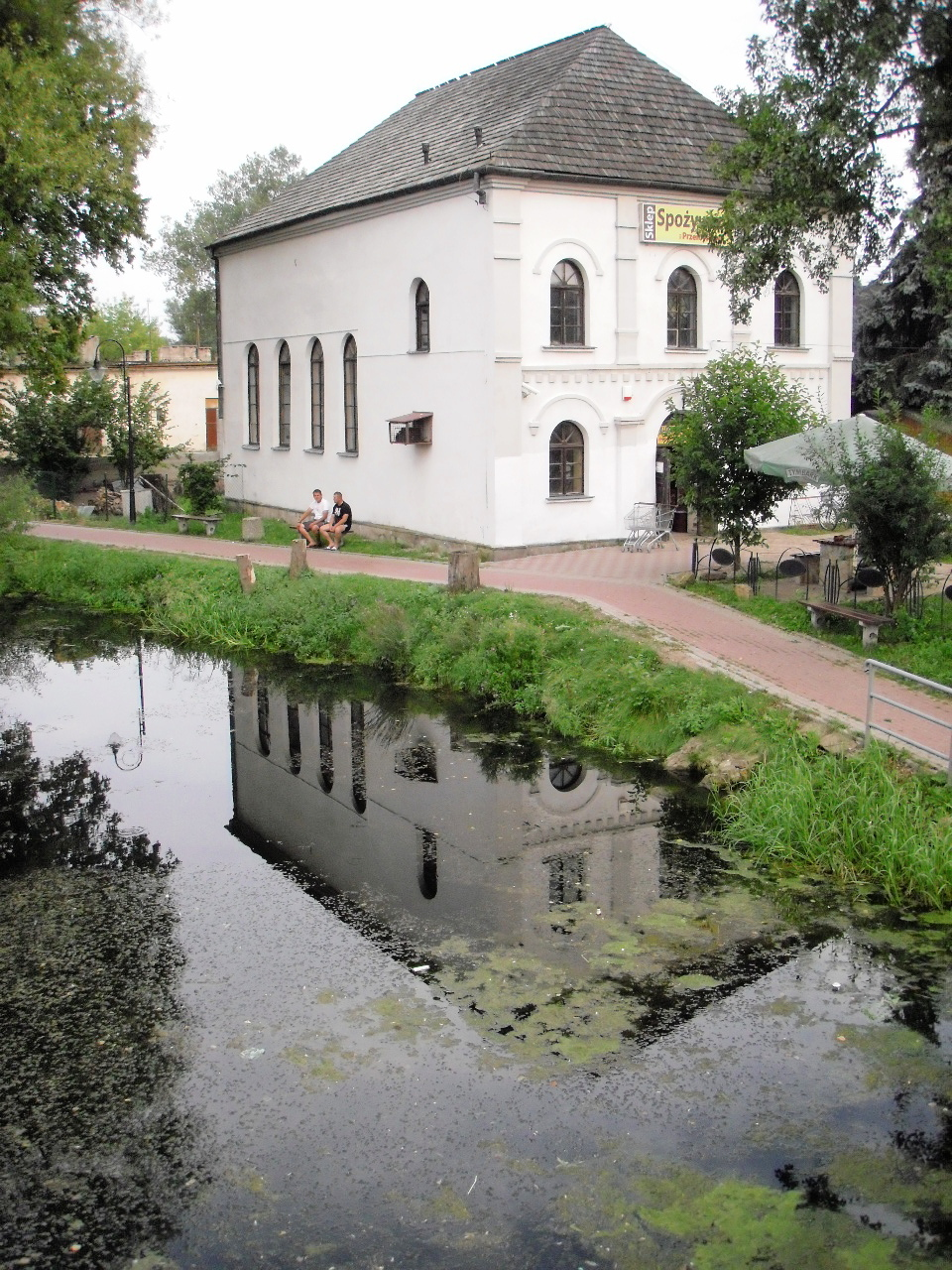
Antiga sinagoga
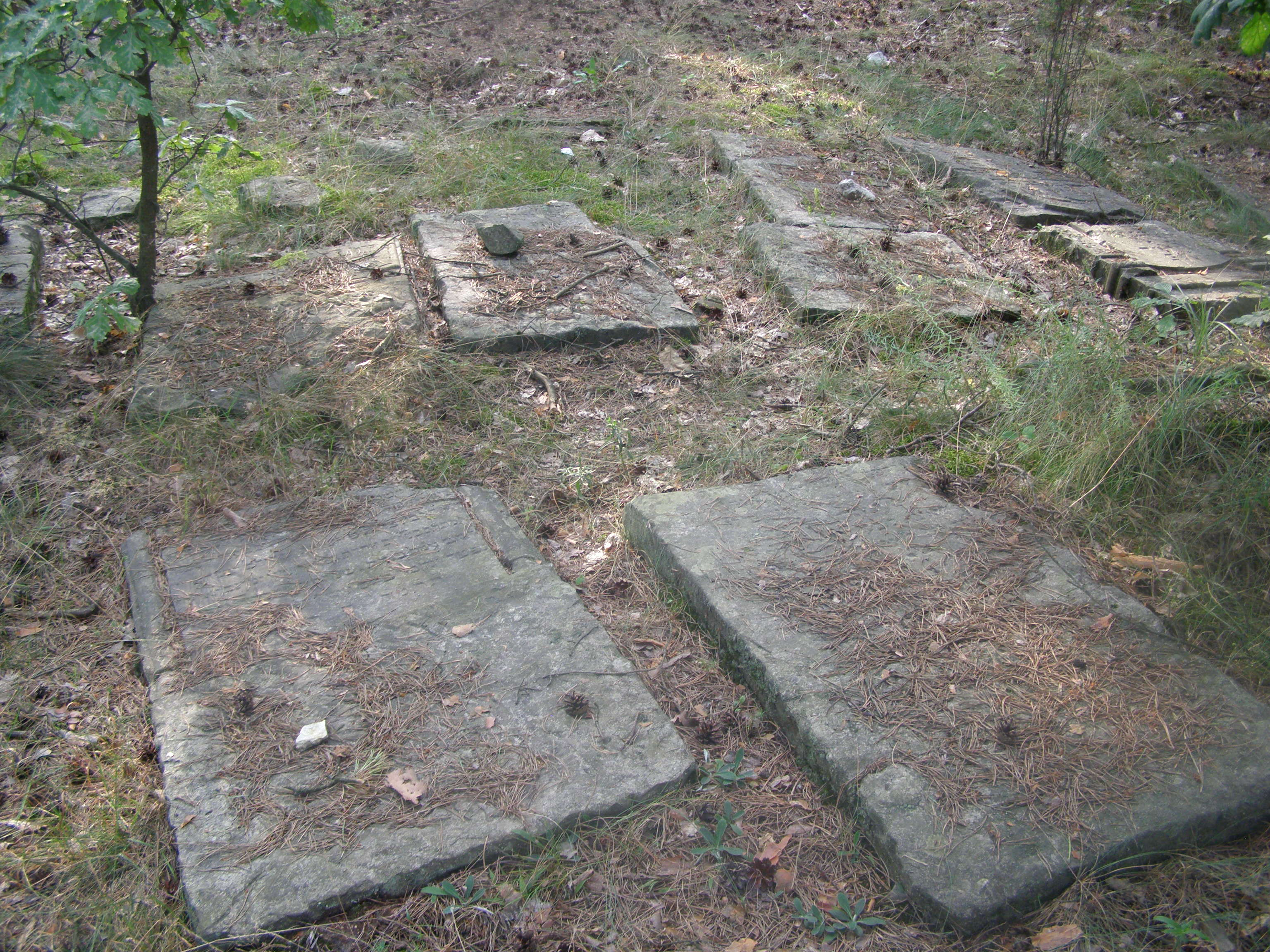
Restos do cemitério judaico
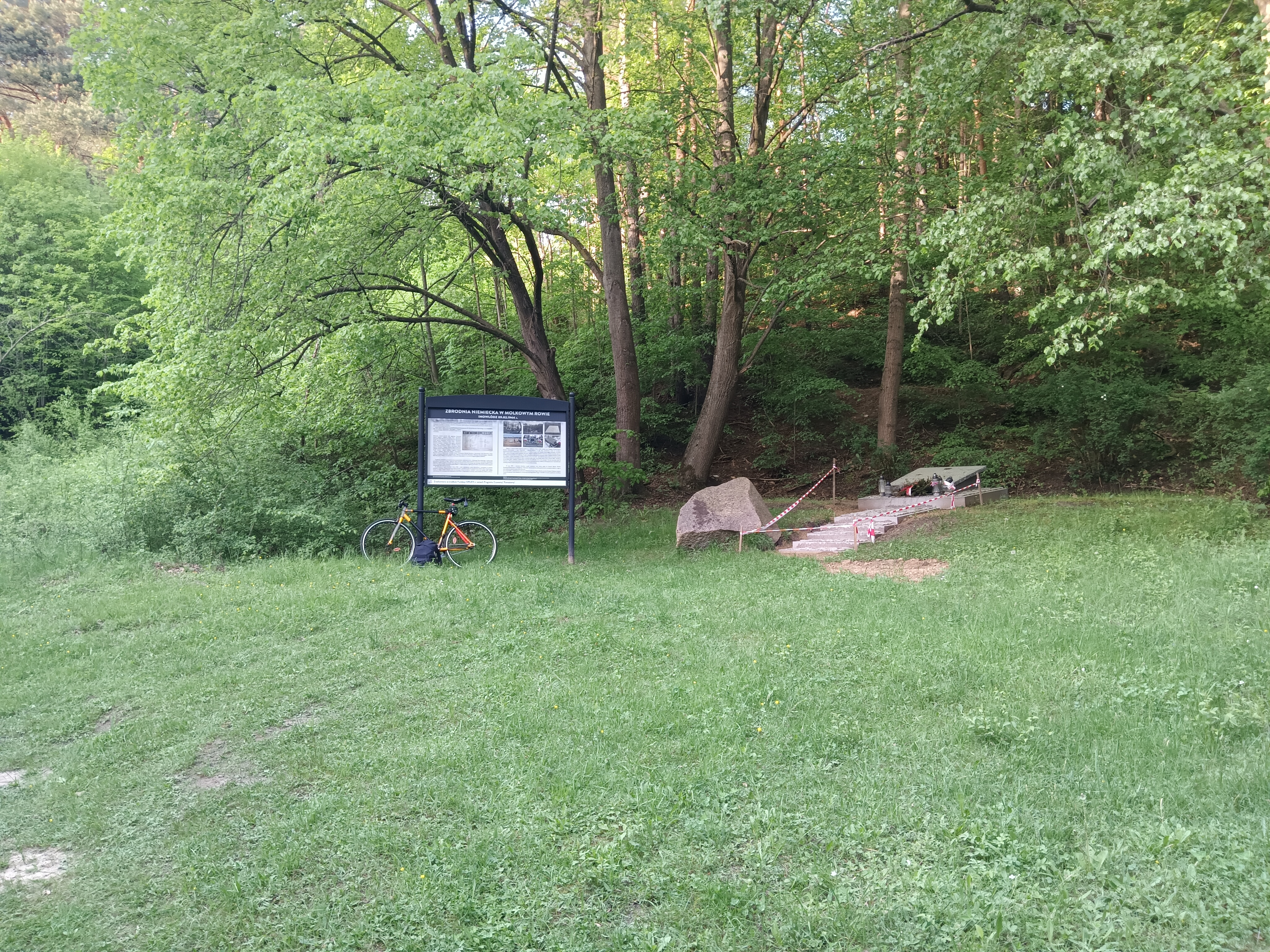
Trincheira Molkowy, local de execuções